# Liga Leumit 1987-1988
La Liga Leumit 1987-1988 è stata la 47ª edizione della massima serie del campionato israeliano di calcio.
A seguito della modifica della formula della prima divisione, disposta dall'IFA a partire da tale stagione, presero parte al torneo 14 squadre, che si affrontarono, anzitutto, in una stagione regolare consistente in un girone all'italiana con partite di andata e ritorno, per un totale di 26 giornate.
Successivamente, le prime otto classificate avrebbero composto il girone dei play-off per decidere il campione nazionale, mentre le ultime sei il girone dei play-out.
Le ultime due classificate del girone dei play-out sarebbero retrocesse in Liga Artzit, dalla quale sarebbero state promosse le prime due classificate.
Nei gironi di play-off e di play-out, le squadre partecipanti si sarebbero affrontate una sola volta.
Per ogni vittoria si assegnavano tre punti e per il pareggio un punto.
Il torneo fu vinto, per la nona volta, dall'Hapoel Tel Aviv.
Capocannoniere del torneo fu Zahi Armeli, del Maccabi Haifa, con 25 goal.

## Squadre partecipanti
| Club                   | Città       |
| ---------------------- | ----------- |
| Beitar Gerusalemme     | Gerusalemme |
| Beitar Tel Aviv        | Tel Aviv    |
| Bnei Yehuda            | Tel Aviv    |
| Hapoel Be'er Sheva     | Be'er Sheva |
| Hapoel Kfar Saba       | Kfar Saba   |
| Hapoel Lod             | Lod         |
| Hapoel Petah Tiqwa     | Petah Tiqwa |
| Hapoel Tel Aviv        | Tel Aviv    |
| Hapoel Tzafririm Holon | Holon       |
| Maccabi Haifa          | Haifa       |
| Maccabi Netanya        | Netanya     |
| Maccabi Petah Tiqwa    | Petah Tiqwa |
| Maccabi Tel Aviv       | Tel Aviv    |
| Shimshon Tel Aviv      | Tel Aviv    |

## Classifiche

### Play-off
|                     | Pos. | Squadra                | Pt | G  | V  | N  | P  | GF | GS | DR  |
| ------------------- | ---- | ---------------------- | -- | -- | -- | -- | -- | -- | -- | --- |
| Campione di Israele | 1.   | Hapoel Tel Aviv        | 66 | 33 | 19 | 9  | 5  | 43 | 23 | +20 |
|                     | 2.   | Maccabi Netanya        | 51 | 33 | 16 | 12 | 5  | 56 | 35 | +21 |
|                     | 3.   | Hapoel Be'er Sheva     | 47 | 33 | 13 | 13 | 7  | 33 | 22 | +11 |
|                     | 4.   | Shimshon Tel Aviv      | 45 | 33 | 13 | 11 | 9  | 35 | 33 | +2  |
|                     | 5.   | Hapoel Petah Tiqwa     | 45 | 33 | 12 | 10 | 11 | 47 | 41 | +6  |
|                     | 6.   | Hapoel Kfar Saba       | 45 | 33 | 11 | 12 | 10 | 33 | 31 | +2  |
|                     | 7.   | Beitar Tel Aviv        | 44 | 33 | 9  | 13 | 11 | 38 | 40 | -2  |
|                     | 8.   | Hapoel Tzafririm Holon | 42 | 33 | 9  | 13 | 11 | 32 | 34 | -2  |

### Play-out
|  | Pos. | Squadra             | Pt | G  | V  | N  | P  | GF | GS | DR  |
|  | ---- | ------------------- | -- | -- | -- | -- | -- | -- | -- | --- |
|  | 9.   | Maccabi Haifa       | 39 | 31 | 13 | 8  | 10 | 56 | 33 | +23 |
|  | 10.  | Bnei Yehuda         | 38 | 31 | 11 | 11 | 9  | 28 | 23 | +5  |
|  | 11.  | Beitar Gerusalemme  | 36 | 31 | 10 | 9  | 12 | 38 | 42 | -4  |
|  | 12.  | Maccabi Tel Aviv    | 34 | 31 | 8  | 12 | 11 | 43 | 43 | 0   |
|  | 13.  | Hapoel Lod          | 22 | 31 | 3  | 9  | 19 | 17 | 69 | -52 |
|  | 14.  | Maccabi Petah Tiqwa | 10 | 31 | 3  | 8  | 20 | 19 | 49 | -30 |

## Verdetti
- Hapoel Tel Aviv campione di Israele 1987-1988
- Hapoel Lod e Maccabi Petah Tiqwa retrocessi in Liga Artzit 1988-1989
- Hapoel Gerusalemme e Hapoel Tiberiade promossi in Liga Leumit 1988-1989